# Grotella sampita
Grotella sampita är en fjärilsart som beskrevs av Barnes 1907. Grotella sampita ingår i släktet Grotella och familjen nattflyn. Inga underarter finns listade i Catalogue of Life.